# 사회 문제
사회 문제(社會問題, 영어: Social issue)란 사회 제도의 결함이나 모순으로 발생하는 모든 문제로, 실업자·교통·공해·주택·청소년·노령화 문제 등을 가리킨다.
사회 문제는 사회 내의 많은 사람들에게 영향을 미치는 문제이다. 현대 사회의 공통된 문제이며 많은 사람들이 해결하기 위해 노력하는 문제이다. 이는 종종 개인의 통제를 넘어서는 요인의 결과이다. 사회 문제는 도덕적으로 올바른 개인 생활 또는 대인 사회 생활 결정으로 인식되는 것에 근거하여 상충되는 의견의 원천이다. 사회 문제는 경제적 문제와 구별된다. 그러나 일부 문제(예: 이민)에는 사회적 및 경제적 측면이 모두 있다. 전쟁과 같은 일부 문제는 두 범주에 속하지 않는다.
어떤 사회 문제가 해결해야 하는지, 어떤 것이 우선되어야 하는지에 대해 이견이 있을 수 있다. 서로 다른 개인과 서로 다른 사회는 서로 다른 인식을 가지고 있다. 인간의 권리와 상식에서 토머스 페인(Thomas Paine)은 "우리가 허용하는 것과 동일한 권리를 다른 사람에게 허용"해야 하는 개인의 의무를 다룬다. 그렇게 하지 않으면 사회 문제가 발생한다.
사람들이 사회 문제를 해결하기 위해 사용하는 다양한 방법이 있다. 어떤 사람들은 자신의 이상을 발전시키기 위해 민주주의의 지도자에게 투표한다. 정치 과정 밖에서 사람들은 시간, 돈, 에너지 또는 기타 자원을 기부하거나 공유한다. 이것은 종종 자원 봉사의 형태를 취한다. 비영리 단체는 종종 사회 문제 해결이라는 유일한 목적으로 형성된다. 커뮤니티 조직화는 공통의 목적을 위해 사람들을 모으는 것을 포함한다.
"사회 문제"(특히 미국에서 사용)라는 용어의 뚜렷하지만 관련된 의미는 대중이 깊이 분열되고 강렬한 당파 옹호, 토론 및 투표의 대상이 되는 국가적 정치적 관심 주제를 나타낸다. 이 경우 "사회 문제"는 반드시 해결해야 할 질병을 의미하는 것이 아니라 논의해야 할 주제를 의미한다.

## 같이 보기
- 모럴 패닉
- 사회 구성주의